# Кубок Гонконгу з футболу 2015—2016
Кубок Гонконгу з футболу 2015—2016 — 41-й розіграш кубкового футбольного турніру в Гонконзі. Титул володаря кубка здобув Гонконг Пегасус.

## Календар
| Раунд           | Дата                           | Матчі | Клуби   |
| --------------- | ------------------------------ | ----- | ------- |
| Попередній етап | 13 грудня 2015 — 24 січня 2016 | 42    | 51 → 12 |
| Перший раунд    | 3-6 лютого 2016                | 4     | 12 → 8  |
| 1/4 фіналу      | 16-17 квітня 2016              | 4     | 8 → 4   |
| 1/2 фіналу      | 30 квітня — 1 травня 2016      | 2     | 4 → 2   |
| Фінал           | 15 травня 2016                 | 1     | 2 → 1   |

## Перший раунд
| Команда 1               | Рахунок | Команда 2          |
| ----------------------- | ------- | ------------------ |
| 3 лютого 2016           |         |                    |
| Гонконг Пегасус         | 6:1     | Ваньчай (2)        |
| 4 лютого 2016           |         |                    |
| Тай По (2)              | 1:3     | Квун Чун Саутерн   |
| 5 лютого 2016           |         |                    |
| Сунь Хей (2)            | 0:4     | Біу Чунь Рейнджерс |
| 6 лютого 2016           |         |                    |
| Глорі Скай Вон Тай Сінь | 0:2     | Юень Лун           |

## 1/4 фіналу
| Команда 1            | Рахунок | Команда 2          |
| -------------------- | ------- | ------------------ |
| 16 квітня 2016       |         |                    |
| Істерн               | 0:1     | Юень Лун           |
| Дрімс Мітроу Геллері | 2:5     | Біу Чунь Рейнджерс |
| 17 квітня 2016       |         |                    |
| Саут Чайна           | 1:3     | Гонконг Пегасус    |
| Кітчі                | 1:2     | Квун Чун Саутерн   |

## 1/2 фіналу
| Команда 1          | Рахунок | Команда 2       |
| ------------------ | ------- | --------------- |
| 30 квітня 2016     |         |                 |
| Біу Чунь Рейнджерс | 1:2     | Юень Лун        |
| 1 травня 2016      |         |                 |
| Квун Чун Саутерн   | 0:2     | Гонконг Пегасус |

## Фінал
| 15 травня 2016 10:00 (EEST) |

| Гонконг Пегасус | 1:1 дч   | Юень Лун        |
| --------------- | -------- | --------------- |
| Адрович 74'     | Протокол | Ранджелович 67' |

| Стадіон «Гонконг», Со Кун По, Острів Гонконг Глядачів: 4 190 Арбітр: Лау Фун Хей |

|                                                         |     | Пенальті                                                |  |
| Адрович · Жоао Емір · Едуардо · Тань Чунь Лук · Вон Вай | 4:3 | Ранджелович · Їп Цзь Чунь · Лусіано · Юань Ян · Густаво |  |